# Bono de desarrollo humano
El Bono de desarrollo humano es un subsidio monetario directo del Ecuador que fue implementado en septiembre de 1998 durante el gobierno de Jamil Mahuad —llamado en ese entonces «bono solidario»—. Su objetivo principal fue la compensación a la eliminación de los subsidios en gas y electricidad. Madres de familia pobres recibían $15.10 mientras que ancianos y discapacitados recibían $7.60.
Antes de su reestructuración en mayo del 2003, y luego de sufrir varias modificaciones debido a la crisis económica de 1999 y 2000, el «bono de los amigos» disminuyó en un 77% para las madres de familia con hijos -$300.50- y un 8% para ancianos viejos y discapacitados -$7-. El grupo de beneficiarios era un 5% de la población -1 200 000 de personas- con un costo para el estado de $150 millones de dólares -0.5% del PIB-.
En el gobierno de Lucio Gutiérrez, fue renombrado a «bono de desarrollo humano» y se lo combinó con el programa de beca escolar -que se lo entregaba a familias pobres con la condición de insertar y mantener en el sistema educativo a sus hijos-, de esta manera se condicionó la asistencia para que los beneficiarios mantengan a sus hijos en la escuela y reciban atención médica preventiva. También se realizó su refocalización disminuyendo la cantidad de beneficiarios a 40% de la población. Al finalizar la reestructuración el bono aumentó a $15 para las madres de familias pobres -aún inferior al monto inicial- y $11.5 para los ancianos y discapacitados. El costo para el estado del bono fue de 197 000 000 en el 2005 -0.5% PIB-.
El gobierno de Rafael Correa recibió un bono con impacto presupuestario de 194 000 000 dólares en el 2006 y lo duplicó en el 2007 a $384 000 000 - 0.86% PIB- ya que aumentó el bono a $30 el 30 de enero de 2007 -15 días luego de asumir la presidencia-, tanto para las madres de familia pobres como para ancianos y discapacitados. En ese entonces aglutinaba a más de 1.2 millones de beneficiarios. En agosto de 2009 aumentó a $35 dólares beneficiando a 1.5 millones de personas. Desde 2009 hasta 2012 no ha recibido un aumento. En enero de 2013 fue promulgado un aumento del Bono de Desarrollo Humano, el cual asciende a 50 dólares mensuales en la actualidad.
El 27 de agosto de 2020, el presidente Lenín Moreno anunció algunas medidas del gobierno para combatir el post Covid en Ecuador. Según el mandatario, 500 mil nuevas familias recibirán el Bono de Desarrollo Humano. Esto significa que un millón y medio de familias ecuatorianas obtendrán el bono mensual.

### Sobre el acceso al Bono de Desarrollo Humano
El acceso a este bono se lo mide según el índice de clasificación socioeconómica del Registro Social, un catastro en el que consta información social, económica y demográfica individualizada de las familias ecuatorianas y con el que se establece la condición de pobreza. Institución independiente del MIES.
Las familias que desean acceder a esta prestación, deben realizar el trámite de inscripción al bono de desarrollo humano en las agencias del Ministerio de Inclusión Económica y Social (MIES) para luego ser visitados por las mismas autoridades del Registro Social, quienes verificarán que los datos ofrecidos por las familias son consistentes con su situación socioeconómica. 
Si las familias son aceptadas para recibir el bono, deben cumplir con algunas condiciones para que sigan siendo aptas. Estas condiciones son el llamado "Compromiso de Corresponsabilidad" y consiste en inscribir a los hijos en la escuela / colegio, y llevarlos a controles de salud cada año.
En este sentido, para que el Gobierno constate que las familias cumplen con este compromiso, éstas deben actualizar constantemente su información sobre su situación actual ante el MIES.